# Ribera de Cardós (antic municipi)
|  | Aquest article tracta sobre l'antic municipi d'aquest nom. Si cerqueu la vila, vegeu «Ribera de Cardós». |

| \| ← \| 1812 — 1972 \| → \|                              |                    |   |
| Escut d'armes                                            |                    |   |
| L'antic terme de Ribera de Cardós dins de Vall de Cardós |                    |   |
| Període històric                                         | Edat Contemporània |   |
| • Creació del municipi (Constitució de Cadis)            | 1812               |   |
| • Annexió de Cassibrós i Surri                           | 1847               |   |
| • Annexió a Vall de Cardós                               | 1972               |   |
| Altitud                                                  | 1069,3 m           |   |
| Superfície                                               |                    |   |
| • 1972                                                   | 19,51 km2          |   |
| • 2010                                                   | 19,51 km2          |   |
| Població                                                 |                    |   |
| • 2010                                                   | 238                |   |
| Densitat                                                 | 12,2/km²           |   |
| ←                                                        | 1812 — 1972        | → |

L'antic municipi de Ribera de Cardós era un terme municipal de la comarca del Pallars Sobirà que va ser incorporat el 1972, juntament amb Estaon al nou terme, creat en aquell moment, de Vall de Cardós.
El municipi fou creat el 1812 a partir de les disposicions de la Constitució de Cadis. En un primer moment, fou creat d'una banda l'ajuntament de Ribera de Cardós, i de l'altra els de Cassibrós i Surri, que el 1847 eren agrupats a Ribera de Cardós en no assolir cap dels tres ajuntaments el mínim de 30 veïns (caps de casa) que marcava la nova llei municipal d'aquell any i, en canvi, sí que els obtenien ajuntant-los tots tres.

## Geografia
L'antic municipi de Ribera de Cardós tenia una extensió de 19,51 km². Dels 56,58 que té ara el municipi complet, aquest antic municipi era el més petit dels dos que s'integraren en el terme actual de Vall de Cardós.

### Perímetres de l'antic terme
Comença aquesta descripció al Pla de Negua, a l'extrem de llevant del terme de Ribera de Cardós, on es troben els termes municipals de Ribera de Cardós, ara Vall de Cardós, Esterri de Cardós i Alins.

#### Límit amb el terme d'Esterri de Cardós
Del Pla de Negua, el termenal s'adreça cap al nord-oest, travessant en primer lloc el pla esmentat. Va a cercar la carena del coll anomenat la Portella (1.861,3) i del Pic de la Portella (1.911,9), on es trobaven els termes d'Estaon, Ribera de Cardós, ara tots dos units en el de Vall de Cardós, i Esterri de Cardós.

#### Límit amb l'antic terme d'Estaon(araVall de Cardós)
Poc després d'aquest pic, l'antic termenal, ara desaparegut, entre Estaon i Ribera de Cardós arrencava cap a ponent, per la carena de los Cortals, deixant a migdia la Solana de Cassibrós, i davalla per una carena fins a prop i al nord-est del poble de Cassibrós, on fa una girada cap al nord-oest en forma d'arc, travessa la Noguera de Cardós i arriba al marge de ponent de la carretera L-504, just al nord-est del Pui de Sant Martí. Des d'aquest lloc, el termenal segueix la carretera cap al sud fins a prop del punt quilomètric 10,5, on el termenal abandona la carretera i puja cap a l'oest cap al Vallat d'Estaon, passant pel costat nord de les antigues capelles de Sant Feliu i Sant Miquel i, entre elles, la Central del Pubill. Continua el termenal cap a l'oest, però aviat torç cap al sud-oest per una carena, cap a Selva i Serra, des d'on acaba de pujar a la Serra d'Aurati, el darrer tram de dret cap a l'oest, en un collet a 1.787 metres d'altitud, on es troben els termes d'Estaon, Ribera de Cardós (ara, tots dos, del de Vall de Cardós) i Escaló (actualment, la Guingueta d'Àneu).

#### Límit amb l'antic terme d'Escaló(arala Guingueta d'Àneu)
Des del punt anterior, el termenal seguia la direcció sud-est, seguint la Serra d'Aurati fins al Pui de Pouet, a 2.021,6 metres d'altitud. Continua cap al sud, i després enllaça amb la Serra Plana on, a la cota 1.850, aproximadament, es trobaven els termes d'Escaló, Ribera de Cardós i Tírvia.

#### Límit amb el terme deTírvia
Des d'aquest punt, el termenal, ara amb Tírvia, segueix cap al sud, decantada lleugerament cap a l'est, fins a arribar al Roc dels Malls, a 1.615,4 metres d'altitud. Aleshores, el límit dels dos municipis segueix de primer la direcció est-nord-est, seguint la carena que separa el Barranc de la Llosissa, al sud, del Barranc d'Aurati, al nord. La carena, que no és ben bé recta, va davallant cap al nord-est, fins al mateix aiguabarreig del barranc d'Aurati amb la Noguera de Cardós. Tot seguit, travessa aquest darrer riu, segueix la direcció sud-est, i s'enfila al Roc de Sant Miquel, de 1.307 metres d'altitud. Des d'aquest cim, el termenal gira cap al nord-est i segueix la carena principal, fins a arribar al punt, a 1.313,2 metres d'altitud, on es troba el triterme entre Tírvia, Ribera de Cardós (Vall de Cardós) i Alins.

#### Límit amb el terme d'Alins
Des del punt anterior, un coll de 1.313,2 metres d'altitud al nord-est del Roc de Sant Miquel, el termenal emprèn cap al nord seguint el contrafort meridional de la Serra de Niarte, fins que arriba al Turó de Fleco (1.497,1), sempre per la carena. Tot seguit gira cap al nord-nord-est, i, deixant a ponent el Bosc de Niarte, torç cap al nord, després cap al nord-est, sempre seguint la carena de la Serra de Niarte, passa pel Pla de Cortina i puja al Pui de Cassibrós, de 2.085,1 metres d'altitud. Tot seguit, fent un petit arc cap al nord-est, el termenal arriba al Pla de Negua, on es troben els termes de Ribera de Cardós (Vall de Cardós), Alins i Esterri de Cardós, on ha començat aquesta descripció.

### Entitats de població
| Entitat de població | Habitants (2010) |
| ------------------- | ---------------- |
| Cassibrós           | 24               |
| Ribera de Cardós    | 194              |
| Surri               | 20               |
| Font: Idescat       |                  |

### Perímetre
L'antic terme de Ribera de Cardós ocupava un únic espai: l'ampla i plana vall de la Noguera de Cardós al sud del Pui de Sant Martí, el vessant oriental de la vall, que s'enlaira cap al Pui de Cassibrós i la Serra de Niarte, i un fragment del vessant occidental, fins al límit amb l'antic terme d'Estaon. En el fons de la vall, únic tros pla del terme, hi ha al nord el poble de Cassibrós, a l'esquerra del riu, i al centre, el de Ribera de Cardós. Aturonat damunt de la vila de Ribera de Cardós, al seu nord-oest, hi ha el tercer poble, Surri, molt proper a la vila. Els dos darrers pobles són a la dreta de la Noguera de Cardós.

## Història

### Edat contemporània
L'ajuntament de Ribera de Cardós fou creat el 1812, arran de les lleis promulgades a partir de la Constitució de Cadis i la reforma de tot l'estat que s'emprengué, i fou suprimit el 1972, amb la seva incorporació al nou municipi creat aquell any, Vall de Cardós.
Alcaldes:
- Miquel Barrios (1898 - 1899)

### Demografia
| 1497 f | 1515 f | 1553 f | 1717 | 1787 | 1857 | 1877 | 1887 | 1900 | 1910 |
| ------ | ------ | ------ | ---- | ---- | ---- | ---- | ---- | ---- | ---- |
| -      | -      | 7      | -    | -    | 352  | 268  | 276  | 185  | 193  |

| 1920 | 1930 | 1940 | 1950 | 1960 | 1970 | 1981 | 1990 | 1992 | 1994 |
| ---- | ---- | ---- | ---- | ---- | ---- | ---- | ---- | ---- | ---- |
| 232  | 190  | 167  | 132  | 104  | 47   | -    | -    | -    | -    |

| 1996 | 1998 | 2000 | 2002 | 2004 | 2006 | 2008 | 2010 | 2012 | 2014 |
| ---- | ---- | ---- | ---- | ---- | ---- | ---- | ---- | ---- | ---- |
| -    | -    | 29   | 28   | 26   | 26   | 22   | 21   | -    | -    |

Les dades anteriors al 1857 no comptabilitzen encara els habitants dels ajuntaments de Cassibrós i Surri, units a Ribera de Cardós el 1847.
En el cens del 1857 Ribera de Cardós apareix amb 491 habitants i 104 cèdules personals inscrites, repartides de la manera següent: Casibrós, 79 habitants i 15 cèdules; Ribera de Cardós, 318 i 70, i Surri, 94 i 19.